# Melrose Mansaray
Melrose Mansaray (sinh ngày 19 tháng 7 năm 1972) là một vận động viên chạy nước rút người Sierra Leonea. Cô đã thi đấu ở nội dung 200 mét nữ tại Thế vận hội Mùa hè 1992.